# 菲亚米尼亚诺
菲亚米尼亚诺（義大利語：Fiamignano），是意大利列蒂省的一个市镇。总面积100.7平方公里，人口1550人，人口密度15.4人/平方公里（2009年）。ISTAT代码为057028。